# Familjen som var en karusell
Familjen som var en karusell är en svensk komedifilm från 1936 i regi av Schamyl Bauman. 

## Handling
Familjen Björn är en lite udda familj. Per Uno, kommendörkapten och pappa i huset har två döttrar Teddy och Nalle varav Teddy ställer till rejält med spektakel.

## Om filmen
Filmatisering av romanen Familjen som var en karusell från 1935 av Gunnar Widegren. Premiärvisning på biografen Victoria i Stockholm, och också den allra första filmen som visades där. Filmen har sedan premiäråret aldrig visats vare sig på bio eller TV.

## Rollista i urval
- Carl Barcklind - Per Uno Björn
- Karin Ekelund - dottern Teddy
- Aino Taube - dottern Nalle
- Solveig Hedengran - systerdottern Kisse, husföreståndarinna
- Lilly Kjellström - expedit i tobaksaffären
- Rut Holm - hembiträdet Ruskan
- Axel Högel - Jönsson, portvakt
- Bengt Djurberg - direktör Ernst Andersson
- Emile Stiebel - bankir Erfurt
- Margit Andelius - fröken Claire Broström
- Hilma Barcklind - "Vattholma-draken"
- Carl Ström - godsägare Claes Hedenskog